# Justus Rinia Cornelis Gonggrijp

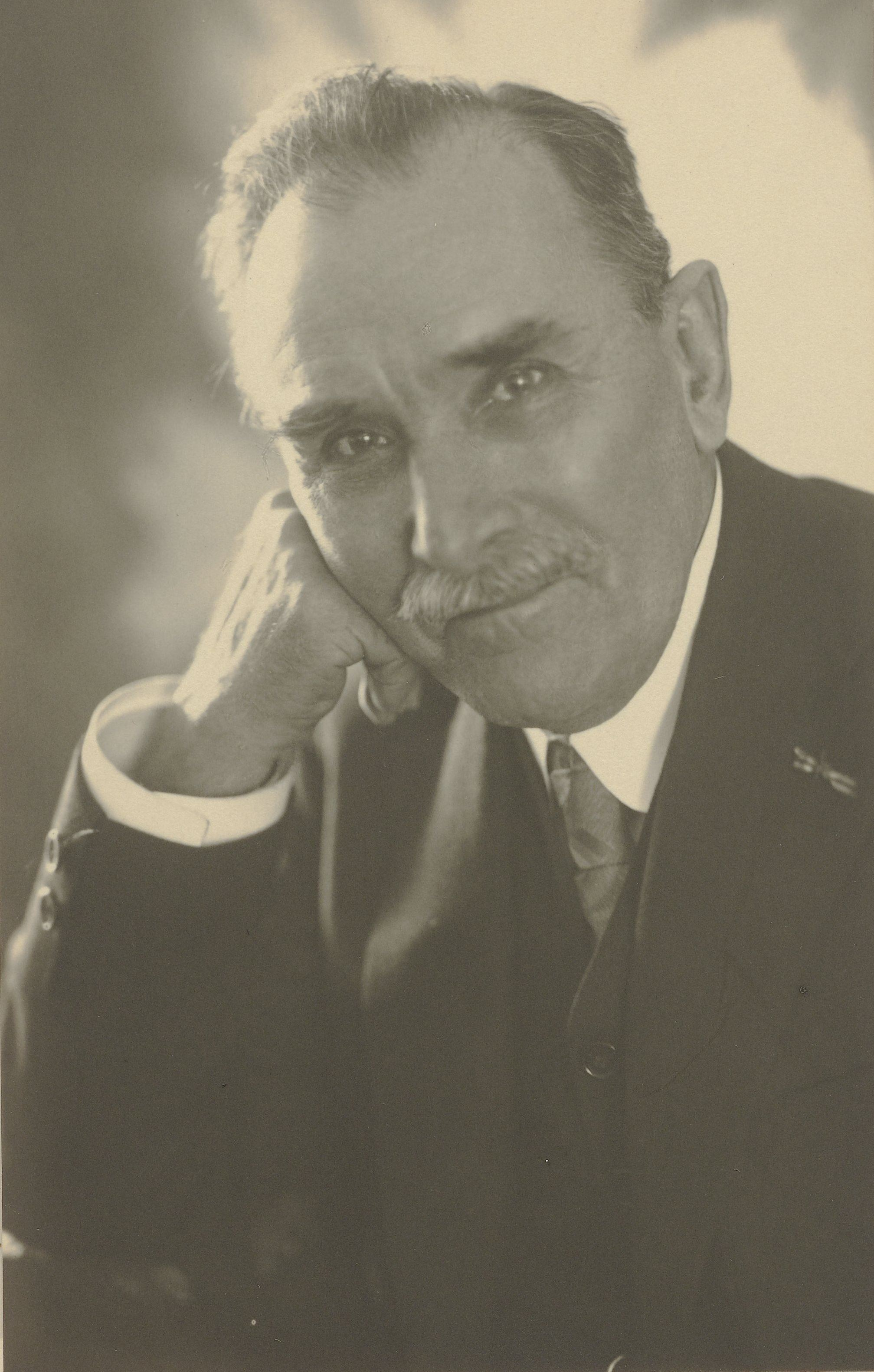
Justus Gronggrijp (1928)

Justus Rinia Cornelis Gonggrijp (Depok, 1 november 1857 – Den Haag, 22 januari 1929) was een politicus in Suriname.
Hij werd op Java geboren als zoon van Justus Rinia Petrus François Gonggrijp (1827-1909) en Maria Cornelia Wolvekamp (1831-1861). Zijn vader was als zendingsleraar naar Nederlands-Indië gegaan en rond 1864 kwam het gezin naar Nederland omdat vader in Delft benoemd was tot leraar Maleis aan de Indische Instelling.
Zelf ging hij toen hij ongeveer 20 was naar Suriname. Hij was daar bij verschillende plantages werkzaam als opzichter voor hij directeur en mede-eigenaar werd van de plantage Clevia. Bovendien was hij mede-pachter van de plantage Nijd en Spijt. Rond 1893 ging William Kraan, later oprichter van de krant De West en Statenlid, als huis-onderwijzer zijn kinderen lesgeven.
Naast zijn activiteiten op de plantages was Gonggrijp actief in de politiek. In 1895 werd hij bij tussentijdse verkiezingen verkozen tot lid van Koloniale Staten. In 1898 werd hij niet herkozen maar in 1914 keerde hij terug als Statenlid. Vanaf 1920 was hij daar vicevoorzitter. In 1926 werd hij niet herkozen waarmee ook een einde kwam aan zijn vicevoorzitterschap.
Terug in Nederland overleed hij in 1929 op 71-jarige leeftijd.